# Ib
 For alternative betydninger, se Ib (flertydig). (Se også artikler, som begynder med Ib)
Drengenavnet Ib opstod i det 15. århundrede som kortform (sammentrækning) af Jep, som igen er en kortform af Jakob.
Kendes fra Ibsskal, der er en muslingeskal, der hørte til pilgrimmes dragt, når disse havde været på pilgrimsrejse til helgenen Jakob den Ældres grav i katedralen i Santiago de Compostela.

## Kendte personer med navnet
- Ib Andersen, tegner og arkitekt
- Ib Henrik Cavling, forfatter
- Ib Christensen, politiker, folketingsmedlem og formand for Danmarks Retsforbund
- Ib Frederiksen, politiker
- Ib Glindemann, jazzmusiker og orkesterleder
- Ib Hansen, operasanger
- Ib Michael, forfatter
- Ib Mossin, skuespiller
- Ib Nørholm, komponist og organist
- Ib Nørlund, politiker, folketingsmedlem for Danmarks Kommunistiske Parti
- Ib Rehné, udenrigskorrespondent for DR
- Ib Schønberg, skuespiller
- Ib Holm Sørensen, datamatiker
- Ib Spang Olsen, tegner og forfatter
- Ib Stetter, politiker
- Ib Terp, borgmester i Brøndby
- Ib Thyregod, højesteretssagfører og folketingsmedlem

## Navnet anvendt i fiktion
- Ib Abelsøn i Carit Etlars romaner Gøngehøvdingen og Dronningens vagtmester.
- Ib Sylvester i Erik Clausens film Cirkus Casablanca.
- Ib Nielsen i Henning Mortensens syvbinds romanserie fra Havside sommer til Raketter.

## Andre anvendelser
- Ibskallen kendes fra sanglegen "Flyv lille påfugl", hvor ordene "Ib skib skalle, akke makke dalle" indgår.
- Sankt Ibs Kirke (flertydig)
- Ib bruges også som et dansk efternavn. Navnet stammer fra Ibsen.
- IB, en forkortelse for Islands Brygge